# Daniel Diot
Daniel Diot est un directeur de la photographie français, né le 14 mai 1924 à Joinville-le-Pont et mort le 21 août 2003 à Boulogne-Billancourt.

## Biographie
Daniel Diot commence sa carrière en 1946 en assistant Henri Alekan lors du tournage de La Belle et la Bête. Il travaille ensuite, toujours comme assistant, avec Armand Thirard, Robert Lefebvre et Claude Renoir.
À partir des années 1980, il consacre l'essentiel de son activité à la télévision, dans le cadre d'une longue collaboration avec Patrick Jamain.

## Filmographie partielle
- 1947 : Voyage Surprise de Pierre Prévert - assistant réalisateur -
- 1965 : Les Fêtes galantes de René Clair
- 1969 : Une fille nommée Amour de Sergio Gobbi
- 1969 : Maldonne de Sergio Gobbi
- 1970 : Le Temps des loups de Sergio Gobbi
- 1970 : Point de chute de Robert Hossein
- 1971 : Un beau monstre de Sergio Gobbi
- 1972 : Les Galets d'Étretat de Sergio Gobbi
- 1973 : Les Voraces de Sergio Gobbi
- 1973 : L'Affaire Crazy Capo de Patrick Jamain
- 1974 : Bons baisers... à lundi de Michel Audiard
- 1974 : Soldat Duroc, ça va être ta fête de Michel Gérard
- 1985 : Lune de miel de Patrick Jamain